# Brian Part
Brian Part (Los Angeles, 24 marzo 1962) è un attore e musicista statunitense.

## Biografia
Part iniziò ad avere interesse per la recitazione già a cinque anni, dopo la morte del padre, che voleva che suo figlio diventasse un attore famoso.
Quindi, nel 1975, inizia a recitare in un episodio di Lucas Tanner, per poi apparire come comparsa in ABC Afterschool Specials e in Una famiglia americana. Ma il suo ruolo più famoso è quello di Carl Sanderson Edwards nella serie televisiva La casa nella prateria, che interpretò in 21 episodi dal 1975 al 1977. 
Dopo un paio d'anni, Part ha deciso di dedicarsi alla musica, iniziando a scrivere canzoni e a registrare CD insieme alla moglie Melody.

## Filmografia

### Cinema
- Birch Interval, regia di Delbert Mann (1976)
- Ritorno dall'ignoto (Return from Witch Mountain), regia di John Hough (1978)
- Per fortuna c'è un ladro in famiglia (Max Dugan Returns), regia di Herbert Ross (1983)

### Televisione
- Lucas Tanner - serie TV, 1 episodio (1975)
- ABC Afterschool Specials - serie TV, serie TV, 1 episodio (1975)
- Una famiglia americana (The Waltons) - serie TV, 1 episodio (1975)
- La casa nella prateria (Little House on the Prairie) - serie TV, 21 episodi (1975-1977)
- Project UFO - serie TV, 1 episodio (1979)
- La famiglia Bradford (Eight Is Enough) - serie TV, 1 episodio (1981)
- California (Knots Landing) - serie TV, 1 episodio (1981)

## Doppiatori italiani
Nelle versioni in italiano delle opere in cui ha recitato, Brian Part è stato doppiato da:
- Gabriella Andreini in La casa nella prateria
- Massimo Corizza in La casa nella prateria (ep. 3x21-3x22)